# Wijsheid (van Salomo)
Wijsheid (Latijn: Sapientia), ook wel de Wijsheid van Salomo, genoemd, is een van de deuterocanonieke boeken in de Bijbel. Het is geen onderdeel van de Hebreeuwse Bijbel, maar wel van de Septuagint. Daardoor wordt het door protestanten als apocrief gezien, maar door katholieke en oosters-orthodoxe kerken wel tot de canon gerekend. Het boek wordt in de Canon van Muratori genoemd. Kennelijk heeft men het ook wel bij het Nieuwe Testament gerekend.

## Achtergrond

### Tijd, plaats, schrijver
Het boek is geschreven tussen 50 v. Chr. en 30 na Chr. Waarschijnlijk is het ontstaan te Alexandrië. Waarschijnlijk was de schrijver, die we niet kennen, dus een stadgenoot en een tijdgenoot van Philo. Het boek laat duidelijk hellenistische invloeden zien; Anderzijds is het boek door en door joods.
Zonder zijn naam te noemen suggereert het boek door Salomo geschreven te zijn. Dat was in de wijsheidsliteratuur een bekende stijlfiguur. Overigens wordt van geen enkele Bijbelse figuur de naam genoemd. De schrijver verwacht van de lezers dat ze die zelf invullen.

### Filosofie
Er lijkt gezinspeeld te worden op de filosofie; met name op de Stoa. In hoofdstuk 1 bijvoorbeeld, wordt de goddelijke geest (pneuma) die volgens deze filosofie alles doordrenkte, vereenzelvigd met Gods geest.
In 2:2-4 wordt het wereldbeeld van de Griekse filosoof Epicurus beschreven. Vers 6-9 geeft echter geen eerlijk beeld van de ideeën van deze invloedrijke filosoof.
In 19:19-22 wordt de term elementen gebruikt, een term die in gebruik was bij Pythagoras en in de Stoa een belangrijke rol speelde. De verwijzing naar muziekinstrumenten doet eveneens denken aan Pythagoras.

### Poëzie
Hoewel geschreven in het Grieks, heeft het boek meer Hebreeuwse dan Grieks poëziekenmerken (die helaas in de NBV nauwelijks zichtbaar zijn).
- Parallellisme:

God heeft de mens immers geschapen voor een onvergankelijk leven 

en Hij heeft hem tot een beeld van zijn eigen eeuwigheid gemaakt, (2:23; WV95)
- Inclusio: bijvoorbeeld het woord gerechtigheid in 1:1 en 1;15 (zie WV95; in NBV niet zichtbaar)
- Griekse stijlelementen zijn bijvoorbeeld de kettingredenering in 6:17-20 en de uitgewerkte vergelijkingen in 5:10,11.

## Thema
Wijsheid maakt deel uit van de wijsheidsliteratuur, waartoe ook Spreuken, Job, Prediker en de wijsheid van Jezus Sirach behoren. Het boek is geen spreekwoordenverzameling, maar heeft meer het karakter van een onderwijzing, zoals Prediker en de eerste 9 hoofdstukken van Spreuken. De lezers (hoorders) worden aangesproken als koningen, door Salomo, de meest wijze koning ooit. Er wordt uiteengezet dat het jodendom veel voortreffelijker is dan de heidense cultuur waar ze in leven.

### Inhoud
I. Wijsheid 1:1 - 6:21
- A: Appèl op de machthebbers om rechtvaardig te handelen (1:1-1:15)
- B: de goddeloze aan het woord. (1:16-2:20)
- X: Drie manieren om rechtvaardig te leven en drie manieren om goddeloos te leven. (3:1-4:19)
- B': De goddelozen ondergaan hun straf (4:20-5:23)
- A': Oproep tot de heersers om wijsheid te zoeken (6:1-21)

 II. Wijsheid 6:22-10:21
- Zonder zijn naam te noemen krijgt Salomo het woord; wijsheid krijg je van God, zo vertelt hij (6:22:7:22)
- De Wijsheid neemt zelf het woord (7:22-8:1)
- Verliefd op vrouwe Wijsheid (8:2-16)
- Een gebed (8:17-9:17)
- De wijsheid bracht uitredding (9:18-10:1). Zonder hun naam te noemen worden Adam, Kaïn, Noach, Toren van Babel, Abraham, Lot, Jakob, Jozef en de Uittocht uit Egypte beschreven.

III. Wijsheid 11:1- 19:21
Zeven vergelijkingen tussen Egypte en de Israëlieten
- Israël kreeg water in de woestijn, het Nijlwater werd bloed (11:1-14)
- God zond Israël kwartels als voedsel; Egypte en Kanaän werden voor hun afgoderij gestraft met ongedierte. (11:5-16:4)
- Israël werd genezen van de beet van vurige slangen; Egypte stierf door de sprinkhanen- en de steekvliegenplaag. (16:5-14)
- Voor Egypte viel hagel uit de hemel, voor Israël Manna (16:15-17:1)
- Egypte zat drie dagen in duisternis; Israël had in de woestijn 's nachts het licht van de vuurkolom. (17:1-18:4)
- Egypte verloor alle eerstgeborenen; Aäron (naam weer niet genoemd) komt bij de opstand van Korach tussenbeide en beëindigt zo het oordeel.
- Israël trok door de Rietzee, Farao kwam om (19:1-18).

Filosofische onderbouwing: 19:19-22; God zet bij zijn wonderen de natuurwetten niet terzijde, maar herschikt de  elementen.
In alle opzichten, Heer, hebt U uw volk groot gemaakt
 en verheerlijkt. 
U liet het niet in de steek, 
maar U hebt het altijd en overal bijgestaan.
19:19-22 (WV95)